# ヴァルタ・ポズナン
ヴァルタ・ポズナン（Warta Poznań (ポーランド語発音: [ˈvarta ˈpɔznaj̃])）は、ポーランド・ポズナンを本拠地とするサッカークラブ。

## 概要
1912年6月15日、ヴァルタ・ポズナンSC（Warta Poznań Sports Club）として設立された。クラブ名のヴァルタはポズナン市内を流れるヴァルタ川より取られた。クラブ創設に携わったのはプロイセン公国の占領下であったポズナン大公国のドイツ系クラブでプレーしていた5人のポーランド人である。また、創設後5年以内に陸上競技やテニスなど他のスポーツ部門も新設した。
1926年に始まったエクストラクラサにも第1回大会となる1927シーズンから創設メンバーとして参加し、同シーズンはリーグ戦3位という成績を残した。1929シーズンには勝ち点33でリーグ初優勝を果たし、第二次世界大戦の中断を挟んで1950シーズンまで1部リーグに所属し続けていた。また、大戦後の1947シーズンには優勝プレーオフを無敗で切り抜け、クラブ2度目となる国内1部リーグ優勝を飾った。
1950シーズンの2部降格後、クラブは約40年間にわたり下部リーグでプレーし、1992-93シーズンにようやく2部優勝を果たして1部復帰を果たした。しかし、この復帰はわずか2シーズンで終わり、2010年代にはアマチュアリーグである4部まで降格するなど、クラブ史上最も苦難の時期を経験した。
2019-20シーズン、2部リーグを3位で終えると、昇格プレーオフでブルク＝ベット・テルマリカ・ニエチェツァとラドミアク・ラドムを下してエクストラクラサ昇格を決めた。

## タイトル

### 国内タイトル
- エクストラクラサ : 2回
  - 1929, 1947

- IIリガ : 1回
  - 1992-93

### 国際タイトル
- なし

## 過去の成績
| シーズン | リーグ戦         | リーグ戦 | リーグ戦 | リーグ戦 | リーグ戦 | リーグ戦 | リーグ戦 | リーグ戦 | リーグ戦 | ポーランド・カップ |
| シーズン | ディビジョン     | 順位     | 試       | 勝       | 分       | 敗       | 得       | 失       | 点       | ポーランド・カップ |
| -------- | ---------------- | -------- | -------- | -------- | -------- | -------- | -------- | -------- | -------- | ------------------ |
| 2017-18  | IIリガ           | 3位      | 34       | 18       | 8        | 8        | 43       | 24       | 62       | 予選敗退           |
| 2018-19  | Iリガ            | 13位     | 34       | 10       | 9        | 15       | 31       | 43       | 39       | ベスト32           |
| 2019-20  | Iリガ            | 3位      | 34       | 18       | 6        | 10       | 52       | 35       | 60       | ベスト32           |
| 2020-21  | エクストラクラサ | 5位      | 30       | 13       | 4        | 13       | 33       | 32       | 43       | 準々決勝敗退       |
| 2021-22  | エクストラクラサ | 11位     | 34       | 11       | 9        | 14       | 35       | 38       | 42       | ベスト32           |

## 歴代監督
- ヤロスワフ・シュバ (1999)
- トマシュ・ヴィフニャレク (1999)
- アントニ・プルスコタ (1999)
- テデウシュ・ウチャク (2000-2001)
- ヴォイチェフ・ヴォンシキエヴィチ (2001-2002)
- クジシュトフ・パンツェヴィチ (2002-2003)
- ヴォイチェフ・ヴォンシキエヴィチ (2003-2004)
- ヤロスワフ・アラシュキエヴィチ (2004-2007)
- リシャルト・ウカシク (2007)
- ボグスワフ・バニャク (2007-2009)
- マレク・チェルニャフスキ (2009-2010)
- リシャルト・ウカシク (2010)
- ボグスワフ・バニャク (2011)
- チェスワフ・ヤコウツェヴィチ (2011)
- アルトゥール・プワテク (2011)
- ヤロスワフ・アラシュキエヴィチ (2011-2012)
- チェスワフ・オフチャレク (2012)
- リシャルト・ウカシク (2012)
- チェスワフ・オフチャレク (2012)
- ヴァルデマール・プジシュダ (2013)
- マチェイ・ボロフスキ (2013)
- クジシュトフ・パフレク (2013)
- マレク・カミンスキ (2013-2014)
- ピオトル・コヴァル (2014)
- トマシュ・ベカス (2014-2016)
- ペトル・ネメツ (2016-2019)
- ピオトル・トヴォレク (2019-2021)
- ダヴィド・シュルチェク (2021-2024)
- ピオトル・ヤツェク (2024)
- ピオトル・クレプチャレク (2024-)

## 歴代所属選手
- マチェイ・ジュラフスキ 1993-1997
- グジェゴシュ・ラシャク 1996-1998, 2013-2014
- ヤクブ・スウォビィク 2012
- ロベルト・イワノフ 2020-
- アダム・ズレリャーク 2021-